# Beilschmiedia ningmingensis
Espèce
Statut de conservation UICN

 EX  : Éteint
Beilschmiedia ningmingensis est une espèce éteinte de plantes à fleurs appartenant à la famille des Lauraceae qui était trouvée en Chine.

## Répartition
Cette plante était endémique de la région du Guangxi en Chine.